# Neuf Jours d'une année
Pour plus de détails, voir Fiche technique et Distribution.
Neuf Jours d'une année (en russe : Девять дней одного года, Deviat' dneï odnogo goda) est un film soviétique réalisé par Mikhaïl Romm et sorti en 1962.

## Synopsis
Deux jeunes savants atomistes, Dmitri et Ilya, effectuent des recherches dans le domaine de la physique nucléaire. Éternels amis, ils sont néanmoins rivaux en amour. Dmitri épouse Lelia. Celle-ci s'aperçoit combien il est difficile de vivre heureuse avec un homme très absorbé par son travail. Au cours d'une expérience importante, Dmitri est irradié et tombe gravement malade. Une opération chirurgicale risquée est envisagée : sauvera-t-elle le physicien ?

## Fiche technique
- Titre du film : Neuf Jours d'une année
- Titre original : Девять дней одного года, Deviat' dneï odnogo goda
- Production : Mosfilm
- Réalisation : Mikhaïl Romm
- Scénario : Daniil Khrabrovitski, Mikhaïl Romm
- Photographie : Guerman Lavrov
- Décors : Gueorgui Kolganov
- Musique : Dyon Ter-Tatevossian
- Format : 35 mm - noir et blanc
- Langue : russe
- Durée : 111 minutes
- Pays d'origine :  Union soviétique
- Date de sortie : 5 mars 1962
- Genre : Dramatique

## Distribution
- Alexeï Batalov : Dmitri (Mitia) Goussev
- Innokenti Smoktounovski : Ilya Koulikov
- Tatiana Lavrova : Lelia, femme de Goussev
- Nikolaï Plotnikov : Professeur Konstantin Sintsov
- Sergueï Blinnikov (ru) : Pavel Boutov, directeur de l'Institut de recherche
- Evgueni Evstigneïev : Nikolai Ivanovich, physicien
- Mikhail Kozakov : Valéry Ivanovitch, physicien
- Valentin Nikouline : invité au mariage
- Pavel Springfeld (ru) : invité au mariage
- Aleksandre Pelevine (ru) : invité au mariage
- Nikolaï Grabbe : Vassili, physicien
- Evgueni Teterine (ru) : Evgueni Pokrovski, professeur de biophysique
- Nikolaï Sergueïev : le père de Goussev
- Ada Vojtsik : Maria Tikhonovna, femme de Sintsov
- Valentina Beliaïeva (ru) Tatiana Abramovna, médecin de travail
- Luciena Ovtchinnikova (ru) : Nioura, petite sœur de Goussev
- Youri Kireïev (ru) : mari de Nioura
- Boris Yachine (ru) : chercheur-physicien
- Igor Dobrolioubov (ru) : physicien
- Youri Smirnov (ru) : physicien barbu
- Anna Pavlova : grande sœur de Goussev
- Rezo Esadze (ru) : physicien
- Gueorgui Yepifantsev (ru) : Mitia, donor
- Lev Dourov : officier de KGB
- Nadezhda Batyryova : physicien
- Zoya Vassilkova (ru) : dame avec eau minérale
- Igor Yassoulovitch : Fiodorov, physicien
- Zinovi Gerdt : narrateur

## Récompense
- Grand Prix au Festival international du film de Karlovy Vary 1962

## Commentaire
« Il y avait neuf ans que je n'avais pas fait de film. (...) Je voulais entreprendre quelque chose de nouveau, et aussi, comme j'avais, à ce moment-là, déjà soixante-et-un ans, je voulais absolument faire un film plus jeune que moi, car le cinéma est un art de jeunesse », confiait Mikhaïl Romm à Michel Cournot (Le Nouvel Observateur, 1965). « Je pris comme personnages des physiciens, mais, dans mon esprit, Neuf Jours d'une année devait mettre en images toutes les questions qui inquiètent le plus de gens. (...) le Conseil du studio craignait un film tragique, très sombre qui ne serait pas compris par le grand public. (...) Notre cinéma n'est pas très maniable. Il est un peu lourd. La légèreté est parfois nécessaire à l'art », ajoutait-il.
Sur un thème profondément actuel, et longtemps demeuré tabou, Romm réalise un des meilleurs films de la période de déstalinisation. Le scénario est d'ailleurs l'œuvre de Daniil Khrabrovitski, scénariste de Ciel pur de Grigori Tchoukhraï, autre témoignage de la "nouvelle vague" soviétique des années soixante. Pour Marcel Martin, Neuf Jours d'une année « est une remarquable profession de foi humaniste à propos des problèmes de conscience d'un physicien nucléaire déchiré entre ses dangereuses activités professionnelles et sa vie sentimentale, également tourmenté par ses responsabilités de savant travaillant à la mise au point de la bombe atomique. (...) » .
« Voici un film qui respire librement et qui engage les Soviétiques à sourire. Autrefois, les gens de l'URSS (tels du moins qu'ils étaient présentés au cinéma) étaient sérieux, ou riaient aux éclats. Ici, les gens apprennent à sourire, c'est-à-dire à vivre », soulignait, à l'époque, Ado Kyrou.